# Saudi Pro League
Saudi Pro League, kendt som Roshn Saudi League af sponsormæssige årsager, er den bedste fodboldrække for herrer i Saudi-Arabien. Ligaen blev oprettet i 1976 som den første professionelle fodboldliga i landet.

## Nuværende klubber
| Klub       | Lokation       | Mesterskaber |
| ---------- | -------------- | ------------ |
| Abha Club  | Abha           | 0            |
| Al-Ahli    | Jeddah         | 3            |
| Al-Ettifaq | Dammam         | 2            |
| Al-Fateh   | Hofuf          | 1            |
| Al-Fayha   | Al Majma'ah    | 0            |
| Al-Hazem   | Ar Rass        | 0            |
| Al-Hilal   | Riyadh         | 18           |
| Al-Ittihad | Jeddah         | 9            |
| Al-Khaleej | Saihat         | 0            |
| Al-Nassr   | Riyadh         | 9            |
| Al-Okhdood | Najran         | 0            |
| Al-Raed    | Buraidah       | 0            |
| Al-Riyadh  | Riyadh         | 0            |
| Al-Shabab  | Riyadh         | 6            |
| Al-Taawoun | Buraidah       | 0            |
| Al-Tai     | Ha'il          | 0            |
| Al-Wehda   | Mekka          | 0            |
| Damac      | Khamis Mushait | 0            |
| Kilde:     |                |              |